# José Luis García Rúa
José Luis García Rúa (Gijón, 31 de agosto de 1923-Granada, 6 de enero de 2017) fue un filósofo anarquista español, militante de la Confederación Nacional del Trabajo (CNT) y catedrático emérito de la Universidad de Granada.

## Trayectoria
Hijo de Emilio José García, militante de la CNT y del POUM, al acabar la guerra civil española estuvo exiliado e internado en el campo de concentración de Argelers y en el del Barcarés. Después regresó a España. Trabajó en la construcción, en el sector del metal y en la mina asturiana. Estudió filosofía y letras en la Universidad de Oviedo y se doctoró en filología por la Universidad de Salamanca. En 1955 se trasladó a Alemania, donde ejerció de lector de español en la Universidad de Maguncia y se casó con Gisela Wiedemann. En 1958 vuelve a Gijón y se relaciona con medios anarquistas locales, razón por la cual es detenido y torturado a menudo por la policía. Abrió una Academia Obrera, que fue clausurada por las autoridades en 1965. En 1969 fundó las Comunas Revolucionarias de Acción Socialista (CRAS), que abandonó para ingresar en la CNT.
Trabajó como profesor en la Universidad Laboral de Córdoba y la Universidad de Jaén. A la muerte de Franco fue nombrado catedrático de Filosofía de la Universidad de Granada. 
Ocupó varias responsabilidades dentro de la C.N.T.  como fue la de Secretario Regional de Andalucía en dos ocasiones y Secretario General entre 1986 y 1990, mandato durante el cual se ganó ante el Tribunal Supremo el contencioso sobre las siglas de la C.N.T. que se mantenía con la parte escindida que pasó a denominarse desde entonces como C.G.T.,  así como director del periódico CNT (1992-1995 y 2001-2003). Fue también Secretario General de la Asociación Internacional de los Trabajadores entre 1997 y 2000.

## Aula Popular García Rúa
En 1996, un grupo de personas creó una asociación en Gijón a la que dio el nombre de Aula Popular José Luis García Rúa, con el objetivo primordial de continuar las iniciativas de cultura a nivel popular de García Rúa con proyectos citados previamente, como la sociedad Gesto o la escuela obrera de la calle Cura Sama. Para ello el Aula se marcó el reto de promover tantas actividades de difusión cultural como fuera posible.
Desde entonces el Aula viene celebrando anualmente la Semana del Aula Popular García Rúa, a principios de cada año, en la que reúne diversos actos en Gijón.
El Aula cuenta con el apoyo de sociedades como el Ateneo Obrero de Gijón, la Sociedad Cultural Gijonesa, Radio Kras y Sestaferia.

## Publicaciones
- De los matices del interés existencial romano hasta el siglo I de Cristo (Salamanca, 1955).
- Los matices de la interiorización en la historia helénica (Madrid, 1956).
- Sobre animus/anima en un texto de Séneca (Madrid, 1956).
- Política y pedagogía liberadora (Madrid, 1974).
- El sentido de la interioridad en Séneca (contribución al estudio del concepto de "modernidad") (Granada, 1976).
- Las ideas socialistas en Feuerbach (1985).
- El Sentido de la Naturaleza en Epicuro (1996).
- Mis Ciudades: Gijón (1993), Salamanca (2006).
- Reflexiones para la acción (3 tomos). Editorial FAL (Madrid, 2008).

| Predecesor: Juan Gómez Casas | Secretario general de la Confederación Nacional del Trabajo 1986-1990 | Sucesor: Vicente Vilanova |